# Pallars Sobirà
El Pallars Sobirà là một comarca (hạt) của Catalonia, Tây Ban Nha.

## Các đô thị
Dân số năm 2005.
- Alins - 248
- Alt Àneu - 454
- Baix Pallars - 380
- Espot - 374
- Esterri d'Àneu - 773
- Esterri de Cardós - 70
- Farrera - 105
- La Guingueta d'Àneu - 354
- Lladorre - 224
- Llavorsí - 334
- Rialp - 631
- Soriguera - 336
- Sort - 2,113
- Tírvia - 124
- Vall de Cardós - 363